# Poblado Alonso (Treinta y Tres)
Poblado Alonso, auch als Poblado Alonzo bezeichnet, ist eine Ortschaft in Uruguay.

## Geographie
Sie befindet sich auf dem Gebiet des Departamento Treinta y Tres in dessen Sektor 1 unweit nördlich der Departamento-Hauptstadt Treinta y Tres.

## Einwohner
Poblado Alonso hatte bei der Volkszählung im Jahre 2011 19 Einwohner, davon zwölf männliche und sieben weibliche.
| Jahr | Einwohner |
| ---- | --------- |
| 1996 | -         |
| 2004 | 13        |
| 2011 | 19        |

Quelle: Instituto Nacional de Estadística de Uruguay